# Lepocinclis fusca
Lepocinclis fusca is een soort in de taxonomische indeling van de Euglenozoa. Deze micro-organismen zijn eencellig en meestal rond de 15-40 mm groot. Het organisme komt uit het geslacht Lepocinclis en behoort tot de familie Phacaceae. Lepocinclis fusca werd in 2005 ontdekt door Klebs Kosmala & Zakrys.